# Pere Bruguera Morreras
Pere Bruguera i Morreras (Catalunya, segle xviii) va ser un arpista i compositor català, germà de Joan Baptista Bruguera i Morreras.

## Biografia
Pere Bruguera es va formar a l'Escolania de Montserrat (Barcelona) i es va especialitzar en l'arpa. Va ser arpista del monestir de les Descalzas Reales de Madrid, la qual cosa resulta estranya, ja que, en aquell moment sembla que les dues capelles musicals espanyoles de més renom, la capella musical de Palacio i la de la Catedral de Toledo, ja no disposaven d'arpes. Tanmateix, el seu nom no consta entre els arpistes de cambra de Palacio, encarregats de les diverses capelles madrilenyes.
Bruguera i Morreras va acompanyar el seu germà, Joan Baptista Bruguera i Morreras, en les diferents oposicions com a mestre de capella, establint-se a diferents localitzacions espanyoles com Barcelona (1750), Toledo (1763) i finalment, Figueres (1765).
També es va trobar involucrat en la polèmica amb el compositor català Antoni Soler i Ramos, qui va iniciar una disputa criticant l'obra Labyrinto de Labytintos amb la seva carta Llave de la Modulación. Joan Baptista Bruguera el contestà a través de la Carta apologética, que en defensa del Labyrinto de Labyrintos... , el 2 de gener de 1766. L'obra en qüestió, semblaria ser atribuïda al mateix Pere Bruguera, per la presència d'aspectes autobiogràfics que apareixen a una de les pàgines i la coincidència temporal amb la seva sortida professional, encara que hi ha qui sosté que podria pertànyer al seu germà.
Pel que fa a les seves obres, es creu que n'hi podria haver barrejades amb les composicions del seu germà, que es troben arxivades a la Biblioteca de Catalunya, ja que en algunes obres litúrgiques predomina una textura arpística que fa sospitar que l'autoria hagués estat de Pere.